# Лоренц, Штефан
Штефан Лоренц (нем. Stefan Lorenz; 19 сентября 1981, Западный Берлин) — немецкий футболист, защитник.

## Карьера
в 2000 году был переведён из молодёжной команды Вольфсбурга в основную. За пять лет проведённых в Вольфсбурге сыграл одну игру в Бундеслиге. В 2005 году перешёл в команду «Рот-Вайсс», где сразу же стал основным игроком, а затем и капитаном.